# Port lotniczy Kithira
Port lotniczy Kithira (IATA: KIT, ICAO: LGKC) – port lotniczy położony na wyspie Kithira, w nomarchi Pireus, w Grecji.

## Linie lotnicze i połączenia
| Linia Lotnicza | Kierunek                    |
| -------------- | --------------------------- |
| Olympic Air    | 1. Ateny                    |
| Sky Express    | 1. Ateny                    |
| Smartwings     | Sezonowe czartery: 1. Praga |